# Агнес Кнохенгауер
Агнес Кнохенгауер (швед. Agnes Knochenhauer) — шведська керлінгістка, олімпійська чемпіонка.

## Кар'єра
Золоту олімпійську медаль та звання олімпійської чемпіонки Кнохенгауер виборола на Пхьончханській олімпіаді 2018 року в складі шведської команди, в якій грала на позиції другої.
На Сочинській олімпіаді 2014 року Кнохенгауер була змінною в шведській команді, яка задовольнилася срібними медалями.